# NOW (truyện tranh)
NOW (Hangul:나우, Hanja:儺雨, phiên âm La tinh: Na-woo, phiên âm Hán Việt: Na vũ) là một manhwa (Hanja:漫畫, Phiên âm Hán Việt: mạn họa, danh xưng Hàn Quốc với truyện tranh và phim hoạt hình) viết theo lối manga của tác giả Park Sung-woo (박성우-朴晟佑, Phác Thịnh Hữu). Giới thiệu bởi Studio Zero và đăng trên IQ Jump Comics, một tạp chí manhwa hàng tuần của Hàn Quốc. NOW chính là phần tiếp theo của Thiên Lang Liệt Truyện (Chun Rang Yeo Jun)

## Cốt truyện
NOW dựa trên bối cảnh sau cuộc chiến Cao Câu Ly và Trung Nguyên Đường triều và xoay quanh nhân vật chính là Bi-Ryu (Phí Lưu), một môn đệ Tứ Thần Võ (Sashinmu), và Arin (Diên Nga Lân), một cô gái hậu đậu mang kiếm trong suốt các hành trình. Series truyện được xuất bản đến tập 25 ở Hàn Quốc và tập 6 ở Hoa Kỳ. NOW là một bộ truyện hành động/chiến đấu chủ yếu dành cho nam giới

## Nhân vật

### Môn đệ Tứ Thần Võ (Sashinmu)

#### Môn đệ của Pa Goon-Sung
- Bi-Ryu (비류-沸流, Phí Lưu)

Nhân vật chính của NOW. Người luyện tập Tứ Thần Võ sát pháp. Anh có một mái tóc màu bạc trắng rất đặc trưng. Là nghĩa tôn của Pa Goon-Sung (bản tiếng Anh: North Star), và cũng là người tự xem mình là kẻ chịu trách nhiệm về cái chết của ông. Bi-Ryu là một chàng trai đơn giản, không thể theo kịp thời đại. Giả dụ như khi Ah-Rin hỏi anh hành lý của anh ta ở đâu, anh ta chỉ ngay vào Cho-Ryung. Một thí dụ khác là anh thường bước vào phòng tắm của Ah-Rin và Cho-Ryung và tỉnh bơ hỏi cô đường đi mà chẳng mảy may để ý rằng có hai cô gái đang khoả thân. Tuy vậy, anh ta không hề nhân từ trong chiến đấu, tự xem vai trò của mình là Sa-Shin (Tử Thần). Anh ta luôn được biểu hiện bởi một luồng sát khí trong chiến đấu, và Ah-Rin là người duy nhất có thể trả anh lại như thường. Trong xê-ri truyện, có cảm giác là Bi-Ryu dần dần nảy sinh tình cảm với Ah-Rin.
- Cho-Ryung (초령-貂鈴, Điêu Linh)

Một cố bé có hình dạng hơi giống mèo, tựa như một miêu nhĩ (nekomiti, 猫耳) trong manga Nhật Bản. Cô là bạn đường của Ah-Rin và Bi-Ryu. Cho-Ryung không biết nói mà chỉ kêu tiếng mèo. Cô là một tạo phẩm của Gi-Wang-Mu (Quỷ Vương Mẫu) và được Bi-Ryu xem như một tài sản. Cô rất mạnh, có thể ngậm Thanh Xà Trọng Kiếm của Ah-Rin ở đầu series. Cho-Ryung, như hầu hết mèo, ghét nước và chỉ tắm sau khi bị ép xuống nước.
- Yu Sae-Ha (유세하-劉世河, Lưu Thế Hà)

Mộn nhân vật chính của NOW. Anh là một người lương thiện, nhưng sau một sự kiện chấn động xảy ra trong tập 1 (truyện) thì tâm tính của anh thay đổi hoàn toàn. Cụ thể là, lúc đầu Sae-Ha cùng với những huynh đệ của mình nhận nhiệm vụ tiêu diệt bí mật của Tứ Thần Võ (?) mục đích nhằm thỏa nguyện ước muốn lúc lâm chung của người thầy đã dạy kiếm pháp cho họ. Nhưng sau đó Sae-Ha phát hiện ra người anh trai là nội gián hoạt động cho một tổ chức đối lập với nhóm của Sae-ha. Việc này đã khiến cho Sae-Ha suýt bị mất mạng dưới tay người anh trai này. Đường kiếm của người anh để lại một vết thẹo dưới má của Sae-Ha. Sau đó, cả hai anh em đều bị rơi xuống một vực sâu nhưng chỉ có Sae-Ha may mắn sống sót. Sau đó, Sae-Ha tình cờ đọc được một bí kíp của Tứ Thần Võ và anh đã học được những kỹ năng chết người để tiêu diệt đối thủ. Kể từ lúc này, Sae-Ha không ngừng trau dồi võ công của mình với nhằm cải thiện sức mạnh bản thân và, đây cũng là một động lực để anh tiếp tục sống. Vì vậy, từ một con người rụt rè nhút nhát ban đầu, Sae-Ha càng lúc càng bị ám ảnh bởi sức mạnh và sẵn sàng làm bất cứ thứ gì để có nó.
So với nội công Tứ Thần Võ của nhiều nhân vật khác, nội công của Sae-Ha hơi đặc biệt, nó là dạng Băng (Yin) thuộc tính âm, trái với dạng thông thường là Hỏa (Yang) thuộc tính dương, đó là lý do mà anh hấp thu nội công của Yhun Ah-Ran.
Như đã nói, Ah-Ran được Sae-Ha giải cứu khỏi tay Quỷ Vương Mẫu và hai người trở thành đôi bạn chiến đấu trong các trận đánh. Về sau tình cảm của Sae-Ha với Ah-Ran càng lúc càng phát triển, nhưng đáng tiếc là Ah-Ran không hề nhận biết được chuyện này.

#### Môn đệ của Yhun Oh-Rhang
- Yeon Ah-Rin (연아린-延娥璘, Diên Nga Lân)

Nhân vật chính của NOW. Ah-Rin là một cô gái 15 tuổi hết sức vụng về. Mẹ cô là kiếm sĩ bậc nhất lừng danh Whur Ha-Rhang (Nguyệt Hạ Lang), người đã dạy hai chị em cô Thiên Sơn Kiếm Pháp, một tuyệt chiêu có thể tập trung nội công đến một điểm trong trận chiến. Cha cô cũng là một cao thủ võ lâm huyền thoại, Yhun Oh-Rang (Diên Ô Lang), người đã truyền cho cô một phần nội công Tứ Thần Võ để giải chất độc của một loài thảo mộc mà cô ăn lúc nhỏ. Chính vì vậy mà sức mạnh của Ah-Rin tăng lên rất đáng kể, nhưng việc này cũng phần nào ngăn cản cô hoàn thiện Thiên Sơn Kiếm Pháp của mình. Cô bắt đầu có tình cảm với Bi-Ryu từ khi anh bước vào phòng tắm và thấy cô khỏa thân (một điều thú vị là vì lý do này mà mẹ và chị của Ah-Rin đã ép cô lấy Bi-Ryu, "người đầu tiên thấy Ah-Rin khỏa thân").Sau này cô không luyện Thiên Sơn Kiếm Pháp nữa mà cô học một loại kiếm pháp khác đó là phi hồng kiếm pháp,và cô cũng là người đầu tiên luyện thành công phi hồng kiếm pháp.
- Yeon Ah-Ran (연아란-延娥蘭, Diên Nga Lan)

Chị của Ah-Rin. Ah-Ran có lối sống cam chịu và khắc kỉ hơn người em của mình. Trong một lần chạm trán với Bi-Ryu, cô bị thương nặng và nội công cũng cạn kiệt. Lúc đó, thuộc hạ của Quỷ Vương mẫu bắt Ah-Ran và giam giữ cô cho tới khi được Yu Sae-Ha cứu thoát. Về sau chúng ta được biết là trước đó Ah-Ran đã giết chết em trai của Quỷ Vương Mẫu khi cô đang trên đường tìm kiếm Ah-Rin. Ah-Ran và Sae-Ha cũng trở thành một cặp bài trùng trong các trận chiến sau đó. So với Ah-Rin, thì kiếm pháp của Ah-Ran hoàn thiện hơn (điều này được thể hiện khi cô thi triển kiếm pháp của mình). Tuy nhiên, sau khi Yu Sae-Ha hấp thu nội công của cô, thì không rõ cô có còn chiến đấu được nữa hay không.

### Myung Wong Shin Gyo (Minh Vương Thần Giáo)

#### Giáo chủ
- Cựu giáo chủ

Cô là một chuyển kiếp của Parvati. Chị cả của Shiva và Ganesha.
- Nirvana (니르바나)

Xuất hiện lần đầu tiên trong tập 4, Nirvana có vẻ ngoài là một bé gái nhưng thực chất Nirvana không đơn giản như vâỵ. Cô ấy có nguồn gốc Ấn Độ và lần đầu tiên xuất hiện là mục tiêu tiêu diệt của Ah Gi. Bi-Ryu và Ah-Rin sau đó đã cứu cô kịp thời, mặc dù bản thân Nirvana không hề tỏ ra sợ hãi với Ah-Gi. Anh ta tin rằng cô bé bị câm vì từ thời điểm hắn ta bắt cóc Nirvana, cô bé không hề nói một lời nào. Sau khi gặp phe của Bi-Ryu, cô bé chậm rãi đưa ra những lời tiên đoán, chính xác hơn đó là Yhun Ah-Rin sẽ đá Bi Ryu. Cô bé cũng bị truy nã bởi một nhóm sát thủ khi nhóm sát thủ này muốn thủ tiêu phe Bi Ryu để cướp đi Nirvana. Có vẻ như cô bé rất có thiện cảm với Cho Ryung, cô bé thường ôm Cho Ryung như thú bông của mình. Cô bé cũng là người kế thừa kí ức của người đứng  đầu Myung Wong Shin Gyo, Parvati.

#### Đại Hộ pháp và Tả-Hữu Hộ pháp
- Asura

Đại hộ pháp tiền nhiệm của Minh Vương Thần Giáo, là người đã cố gắng hòa giải mối quan hệ giữa các môn phái Trung Nguyên và Minh Vương Thần Giáo. Ông chết vì bị ám sát nhưng trong khi bị thương nặng đã kịp thời truyền lại Ấn Dạ Xoa và toàn bộ Phá Thiên Lưu Tinh Hoàn cho Shiva dù trong lòng vẫn còn bất an về đồ đệ của mình
- Huynh muội Brahma

They were the minister of Myung Wong Shi Gyo, in the generation of Shiva's eldest sister.
After the Cult's House had been destroyed, they served Shiva as new chief minister. They discovered that Shiva was using Yaksha's seal to create Ananga, they stopped him but be defeated, the elder brother lost eyes and two arms, the younger sister lost the lower body. They combined to form a body to protect together. They taught Yu Sae-Ha the secret skill of Kyu Yeom - grandmaster of Sa-Shin-Mu - Ba-Yul-Jin (Destroying Quake).
- Shiva (시바)

Thủ lĩnh của Minh Vương Thần Giáo sau khi Asura chết. Anh ta dùng Ấn Dạ Xoa để tạo ra Anaga nhằm phục vụ cho mưu đồ tiêu diệt võ lâm Trung Nguyên của mình.
- Lakshmi (라크슈미)

Head of the security detail in Myung Wong Shin Gyo. She and ganesha make up the Ministers of the Right and Left respectively. Her primary duty is to provide security to the Chief Minister (Shiva). Her and Ganesha are apparently not on good terms. It is said that her powers are on par with Ganesha, but she is not the "brute force" type. Instead, she is known to make deals and use subversive methods to do her job. She often passes herself off as the "lovely little lady". When Ganesha returns with Yu Sae-Ha and Yhun Ah-Rin, Shiva requests that she "lightly spar" with Yu Sae-Ha. She displays here her actual strength, seeming to teleport to and from. It also seems her physical strength is above average, as with one kick, she sends Yu Sae-Ha flying upwards into the air, despite his unintentional defense.
- Ganesha (가네샤)

Là anh em sinh đôi với Shiva, hai người chỉ khác nhau ở cặp lông mày. Theo truyện, chỉ có chị của họ là giáo chủ đời trước Parvati nhận ra được điều này. Ganesha có tính cách đơn giản hơn Shiva, khi Shiva muốn trả thù anh ở bên cạnh giúp dỡ huynh mình nhưng phải che giấu thân phận và luôn đeo mặt nạ. Anh đôi khi đóng giả Shiva ở trong giáo khi Shiva hành động bên ngoài. Có lẽ, anh có cảm tình đặc biệt với hữu hộ pháp Lakshmi.

#### Thất Luân Tử (Chil-Rhun-Sa)
- Cheong Mok - Il-Rhun (Nhật Luân)

Có khả năng Độc Tâm Thuật (Dok-Sim-Soor). Bị Bi-Ryu đánh trúng nhưng chưa bị hạ.
- Thành viên chưa lộ mặt - Whur-Rhun (Nguyệt Luân).

Có nhiệm vụ ẩn nấp thu thập thông tin. Có khả năng tàng hình và giấu "khí". Bị Ghyur Ma-roh hạ tại gia trang của Mo-Yong thế gia. Vì không hoàn thành nhiệm vụ nên tự sát.
- Akni - Hwa-Rhun (Hoả Luân)
- Baraha - To-Rhun (Thổ Luân)

Is his best status status in the ground. Defeated by Bi-Ryu.
- Matshia - Sue-Rhun (Thủy Luân)

Is his best battle status in the deep water. Defeated by Ah-Rin.
- Hanuman - Mok-Rhun (Mộc Luân)

Uses the poisonous incests to eliminate opponents. Defeated by Mo-Yong Rin and Hyun.
- Rakshasha - Kim-Rhun (Kim Luân)

Best in assassination. Defeated by Ah-Ran.
Phái của Gi-Wang-Mu (Quỷ Vương Mẫu phái)
- Gi-Wang-Mu (Quỷ Vương Mẫu)

Thật ra Quỷ Vương Mẫu là một bà lão nhưng có nội công cực kỳ thâm hậu.
- So Koon

Một anh chàng đẹp như... con gái và hay mặc đồ của con gái. Trước đây anh ta từng rất đố kỵ với Bạch Lang Khuyển (Baek-Rhang-Kyeon) (người mà sau này ta viết là Cho-Ryung) vì Quỷ Vương Mẫu trọng dụng Cho-Ryung hơn So Koon.
- Shi Rang

Lại một người thích mặc đồ con gái trong nhóm thuộc hạ của Quỷ Vương Mẫu. Sau khi Cho-Ryung đào thoát khỏi Quỷ Vương Mẫu, Shi Rang được bà trao cho một bộ móng vuốt với hy vọng anh sẽ có những khả năng tương tự như Cho-Ryung.
- Bốn chị em sinh tư

Mae (Mai), Ran (Lan), Guk (Cúc), Juk (Trúc) là 4 chị em sinh tư bảo vệ Quỷ Vương Mẫu.
Nhân vật khác của Minh Vương Thần Giáo
- Britra

A powerful fighter of Myung Wong Shin Gyo. He provoked Sae-Ha and Ah-Ran when they first came there. Defeated and killed by Sae-Ha after his training with the Brahma brothers, two former ministers of Myung Wong Shin Gyo in Shiva's eldest sister's generation.
- Ah-Gi (아귀-餓鬼, Ngã Quỷ)

An evil monk who is also a cannibal. He wields a cooking knife attached to a chain, which emits loud clinking sounds meant to distract the opponent during battle and perhaps make up for a lack of physical strength. He flaunts himself as a master cook. As the story progresses, Ah-Gi becomes more of a comic relief character than an actual threat. He has his own pages, located at the end of the Manhwa, called "Ask Ah-Gi," a short comical strip of few pages where he (supposedly) answers questions from the readers, often involving Ah-Rin and Ah-Ran, and ends up getting beaten up/stabbed/slashed/etc. by the two girls. 
- Dharma (다르마) (Đạt Ma)

An antagonist introduced in volume 4, he is a large muscular man with dark skin. His weapon is a spear named Shin-Chang NAGA that absorbs all his negative ki thus giving him the ability to hide his ki in fights. He is defeated by Bi-Ryu, after mortally wounding Yuhn Ah-Rin. This inspires Bi-Ryu to "pass judgement" and deliver the "Seven Dark Star Attacks" upon the man and finally kill him. His last sight is that of Nirvana, whom he states is the Founder of Myung Wong Shin Gyo.
- Seop Poong

Sát thủ của Quỷ Linh Phái, 1 tổ chức sát thủ. Là em trai của Seop Jung, kẻ bị giết bởi Whur Ha-Rhang trong Thiên Lang Liệt Truyện (Chun Rhang Yul Jun). Theo lời tác giả, tên nhân vật này lấy ý tưởng từ nhân vật chính Nhiếp Phong của bộ manhua (truyện tranh Trung Quốc) Phong Vân, Nhiếp Phong.
- Ma Yeom-Chol (馬炎鐵, Mã Viêm Thiết)

Cũng được biết là Long Mã Đao Đế (Ryong-Ma-Do-Jae). Con gái ông ta bị bắt làm con tin nên ông ta phải phục vụ Minh Vương Thần Giáo. Ông được lệnh phải giết Quỷ Vương Mẫu, nhưng trước khi ông làm việc này thì Lakshmi đã giết chết bà ta rồi.

## Các cao thủ khác

### Gia tộc Yhun
- Yhun Oh-Rhang (延烏郞, Diên Ô Lang):

Nhân vật nam chính của bộ manhwa Thiên Lang Liệt Truyện và là cha của hai chị em Yhun Ah-Rin, Yhun Ah-Ran. Ông là một cao thủ võ lâm duy nhất luyện thành công hoàn toàn Tứ Thần Võ. Yhun Oh-Rhang được đánh giá là còn mạnh hơn cả Pa Goon-Sung, sư phụ Bi-Ryu.Và là nhân vật mạnh nhất từ đầu cho đến cuối tập truyện.
- Whur Ha-Rhang (月下浪, Nguyệt Hạ Lang):

Nhân vật nữ chính của Thiên Lang Liệt Truyện, vợ của Yhun Oh-Rang và là mẹ của hai chị em Yhun Ah-Rin và Yhun Ah-Ran. Là người đã luyện thành công Heavenly Mountain Sword Stance.

### Môn đệ Tứ Thần Võ
- Ghyur Mah-Ro:

Đại cao thủ của Cao Ly (?) và là sư phụ của Ah-Rin. Trong Thiên Lang Liệt Truyện, ông được Yu Hwa gọi là kiếm sĩ mạnh nhất của Cao Câu Ly. Vì trước đây ông đã ra tay hạ sát hai người em gái của vợ Mo-Yong Bi trong cuộc chiến giữa võ lâm Trung Nguyên với võ lâm Cao Câu Ly, nên trong lần gặp mặt với Mo-Yong Bi ở NOW, Mah-Ro đã chặt một cánh tay của mình để tự trừng phạt.

### Thần Long Môn (Shin Ryong Moon)
- Juk Woon
- So-Hyang

### Gia tộc Mo-Yong
- Mo-Yong Bi:

Đại cao thủ võ lâm, là người mạnh nhất trong năm vị thánh của võ lâm (Mu-Rhim-O-Sung). Ông đã từng giao đấu với Yhun Oh-Rhang và Ghyur Mah-Ro trong Thiên lang Liệt Truyện, nhưng sau khi bị oh-rhang đánh bại thì Mo-Yong Bi đã từ bỏ con đường cũ của mình và trở thành một thầy thuốc.
- Ja Hye:

Một trong ba trợ thủ của Mo-Yong Bi (Ja Hye, Ja Hong, Ja Hee (Ja Heh)). Trong Thiên Lang Liệt Truyện, cả ba người nhận nhiệm vụ hạ sát Lee Yeon-Bi và Ma Won, nhưng sau đó Ja Hong và Ja Hee đã bị Ghyur Mah-Ro giết chết. Sau này Ja Hye trở thành vợ của Mo-Yong Bi.
- Mo-Yong Rin

Con gái nuôi của Mo-Yong Bi.
- Mo-Yong Hyun

Con trai nuôi của Mo-Yong Bi.

### Sho-Rhim-Sa (Thiếu Lâm Tự)
Phương trượng
- Cheon Jong (天宗, Thiên Tông)

Bạn cũ của Asura. Ông và Asura từng cố ngăn cản cuộc chiến của Myung Gyo và Mu-Rhim (Võ Lâm).
Trưởng lão
Là các vị sư cao tuổi của Thiếu Lâm Tự. Tên họ là Cheon Kwang, Cheon Gak, Cheon Seung, Cheon Woon.
- Cheon Seung

Tuy không phải phương trượng Thiếu Lâm, ông ta lại là hoà thượng mạnh nhất.  Ông ta là đối thủ cực mạnh đã đấu với Oh-Rhang và Mah-Ro trong cuộc hành trình về Cao Câu Ly. Là kẻ đứng sau các vụ tàn sát của Myung Gyo và võ lâm.

### Nhân vật khác
- Im Chol-Sim (林哲心, Lâm Triết Tâm)

Một ông lão đã từng là một cao thủ võ lâm, nhưng đã ẩn cư. Ông là người đã cứu Bi-Ryu và Ah-Rin sau trận chiến với Dharma.